# La Dernière Mission de Gwendy
La Dernière Mission de Gwendy (titre original : Gwendy's Final Task) est un roman conjointement écrit par Stephen King et Richard Chizmar, publié pour la première fois en 2022 aux éditions Cemetery Dance Publications, puis traduit en français et édité directement au format poche par les éditions Le Livre de poche en 2023.

## Résumé
En novembre 2019, le jour de Thanksgiving, Gwendy Peterson, cinquante-sept ans, alors en campagne électorale pour les élections sénatoriales américaines de 2020, reçoit dans sa demeure de Castle Rock la visite de Richard Farris pour une troisième rencontre, vingt ans après la précédente. Ce dernier lui confie à nouveau la boîte à boutons mais cette fois avec la mission de s'en débarrasser dans l'espace, afin de la tenir éloignée de tout être humain puisqu'elle ne peut pas être détruite. Depuis vingt ans, le pouvoir de la boîte a semble-t-il augmenté ; Richard Farris attribue la pandémie de Covid-19 à la mauvaise utilisation de la boîte par un de ses précédents propriétaires. Il prévient Gwendy que des personnes très mal intentionnées sont à la recherche de la boîte et qu'elle doit faire attention.
Le jour suivant cette visite, Norris Ridgewick, ancien shérif de Castle Rock à la retraite depuis un an, apprend à Gwendy que son mari, Ryan Brown, a été retrouvé mort dans la ville voisine de Derry, fauché par un chauffard ayant pris la fuite. Après les obsèques de son mari, Gwendy se rend à Derry pour s'entretenir avec Ward Mitchell, le policier chargé de l'enquête sur l'accident, mais ce dernier ne montre aucune amabilité et ne lui est d'aucune aide.
En novembre 2020, Gwendy Peterson est élue sénatrice du Maine.
En décembre 2023, Gwendy va rendre visite à sa très bonne amie Charlotte Morgan, qu'elle connaît depuis 2003 et qu'elle considère maintenant comme la sœur aînée qu'elle a toujours rêvé d'avoir. Cette dernière, âgée de soixante-trois ans, est depuis 2020 directrice adjointe de la CIA. Gwendy effectue cette visite dans le but d'obtenir une place pour un vol dans l'espace. Elle montre à Charlotte la boîte à boutons et lui explique son fonctionnement. Pour la convaincre de ses dires, elle appuie sur le bouton rouge tout en se concentrant sur la pyramide de Khéops. Elle rentre ensuite chez elle. Le soir, CNN diffuse des images de la pyramide complètement effondrée, à la plus grande consternation des plus grands physiciens car aucun tremblement de terre n'a eu lieu. Gwendy reçoit alors un appel téléphonique de Charlotte qui lui assure qu'elle va lui arranger un voyage dans l'espace.
Quatre mois plus tard, au printemps 2024, Gwendy se rend compte qu'elle a des troubles de la concentration et qu'elle perd de plus en plus ses mots. Grâce à ses relations de sénatrice, elle parvient à avoir un rendez-vous avec le docteur Ambrose, un psychiatre officiant pour la NSA. Ce dernier lui diagnostique des symptômes d'un Alzheimer précoce.
En octobre 2024, le milliardaire Gareth Winston, après avoir assisté aux obsèques de son père, est accosté par une voiture dans laquelle un homme aux cheveux blonds, la moitié inférieure du visage dissimulée sous un foulard rouge, lui enjoint de monter discuter avec lui. Pour le convaincre, il lui dévoile des passages de sa vie passée dont il ne peut être pas être au courant. Se faisant appelé Bobby, l'homme lui propose de récupérer une boîte à bouton détenue par la sénatrice américaine Gwendy Peterson et d'obtenir en échange de régner sur un monde parallèle pour l'éternité. Bobby transporte un court moment le milliardaire dans ce monde pour lui prouver qu'il existe. Gareth accepte alors de se rendre dans l'espace pour tenter de voler la boîte à bouton. 
En avril 2026, la fusée qui transporte le vaisseau Eagle Heavy décolle avec dix passagers : quatre membres d'équipages, quatre scientifiques, une sénatrice des États-Unis chargée de quelques tâches météorologiques et un milliardaire américain ayant acheté sa place pour un peu plus de deux millions de dollars. Durant le transit de Eagle Heavy vers la station spatiale internationale Many Flags, Gwendy apprend qu'un incendie a eu lieu dans sa maison à Castle Rock. La réactivité de ses voisins a permis que seuls son garage et sa véranda ont souffert. Elle pense alors que les personnes qui souhaitent récupérer la boîte à boutons ont intentionnellement déclenché un incendie lorsqu'elles ont découvert que la boîte ne s'y trouvait pas. Peu après, elle reçoit un mail de Norris Ridgewick qui lui avoue avoir dans les années précédentes enquêter de temps en temps sur le décès de son mari, sans succès. La semaine précédente, il s'est rendu pour une dernière tentative à Derry et il a étonnement recueilli le témoignage d'un pompiste qui a vu Ryan le jour de son décès, à proximité du lieu où son corps a été trouvé, être suivi par une grosse vieille voiture verte de marque Chrysler.
Une fois arrivée dans la station Many Flags, Gareth Winston tente de voler la boîte à Gwendy. Cette dernière déjoue le plan de Gareth Winston avec l'aide d'Adesh Patel, un entomologiste en qui Gwendy a confiance et avec qui Richard Farris avait communiqué par télépathie. Gwendy tue le milliardaire pour sauver sa vie et l'empêcher de prendre la boîte.
Lors d'une vidéoconférence avec Charlotte Morgan et les neuf passagers en vie d'Eagle Heavy, Gwendy révèle la puissance de la boîte à boutons et la nécessité de s'en débarrasser. Elle explique que depuis qu'elle en est propriétaire pour la troisième fois, elle souffre de symptômes précoces de la maladie d'Alzheimer. Gwendy dit à Kathy Lundgren, commandante de la mission spatiale, qu'elle veut partir dans l'espace avec la boîte, tractée par une fusée miniature à moteur nucléaire, afin de ne pas finir ses jours dans une maison de retraite de luxe, en ayant tout oublié de sa vie y compris son nom. Kathy accepte le plan de Gwendy uniquement parce qu'il lui permettra d'expliquer les disparitions de Gwendy et Winston comme le résultat d'une sortie dans l'espace non prévue.
Alors que Gwendy s'envole dans l'espace tractée par la petite fusée, elle pense au genre de mort que Richard Farris lui avait dit qu'elle aurait. Même si nombreuses de ses prédictions sur sa vie se sont révélées correctes, celle-ci semble hors de propos. Elle l'accuse de lui avoir menti. Alors qu'elle perd de l'oxygène dans sa combinaison, Gwendy s'imagine comme une vieille dame dans son lit d'enfance, entourée de ses amis, tandis qu'elle meurt doucement.